# ماریه کلود بیبو
ماریه کلود بیبو (انگلیسی: Marie-Claude Bibeau) یک سیاست‌مدار اهل کانادا است. او وزیر توسعه بین‌الملل و زبان های فرانکوفون کانادا است.